# Bokutachi wa sekai o kaeru koto ga dekinai
We Can't Change the World. But, We Wanna Build a School in Cambodia. - tựa đề tiếng Nhật: 僕たちは世界を変えることができない。 (Bokutachi wa sekai o kaeru koto ga dekinai.) But, We Wanna Build a School in Cambodia. (tạm dịch: Chúng ta không thể thay đổi thế giới. Nhưng chúng ta sẽ xây dựng một trường học tại Campuchia) - hay thường được gọi tắt là Boku-Seka - là một bộ phim điện ảnh Nhật Bản chuyển thể từ cuốn tiểu thuyết tự truyện cùng tên của Hada Kouta. Bộ phim được đạo diễn bởi Fukasaku Kenta với diễn xuất chính của Mukai Osamu, Matsuzaka Touri, Emoto Tasuku và Kubota Masataka.
Bộ phim ra mắt công chúng Nhật Bản lần đầu tiên ngày 23/9/2011 và đã đạt doanh thu 3 334 273 đô-la Mỹ sau bốn tuần công chiếu.

## Tóm lược nội dung
Tanaka Kouta (chữ Hán: 田中甲太) là một sinh viên đại học năm thứ hai khoa Y tế. Anh có hai người bạn thân là Shibayama Tadashi (chữ Hán: 芝山匤史) và Yano Masayuki (chữ Hán: 矢野雅之). Mặc dù có một cuộc sống khá bình yên, nhưng Kouta luôn cảm thấy cuộc đời anh thiếu mất một cái gì đó mà anh không biết được. Và anh bắt đầu suy nghĩ về việc thay đổi cuộc sống nhàm chán của mình.
Một ngày, Kouta tình cờ đọc được một cuốn sách dành cho các tình nguyện viên nước ngoài, kêu gọi sự đóng góp của mọi người. Với số tiền quyên góp được, họ sẽ có thể xây dựng một trường học nhỏ cho trẻ em nghèo ở Campuchia. Ngay sau khi đọc xong cuốn sách, thế giới của Kouta bắt đầu thay đổi. Anh gửi email cho tất cả bạn bè mình và kêu gọi sự quyên góp của mọi người. Hầu hết bạn bè của anh nghĩ rằng email đó là một trò đùa hoặc không thể thực hiện được. Chỉ có Tadashi, Masayuki và Honda Mitsuru (chữ Hán: 本田充) lại rất tin tưởng vào ý tưởng của Kouta.
Bốn chàng trai trẻ tuổi bắt đầu tham gia vào các hoạt động tình nguyện, họ cũng thành công trong việc có một sự kiện từ thiện. Nhưng cuối cùng, số tiền thu được vẫn không thể đủ, họ quyết định đi Campuchia.
Khi đến Campuchia, họ hoàn toàn bị bất ngờ bởi hậu quả của chiến tranh, những người đã bị thương bởi bom mìn và sự lây lan của bệnh AIDS. Khi các chàng trai quay lại Nhật Bản, một rắc rối lại xảy ra khiến công việc tình nguyện của họ một lần nữa gặp khó khăn......

## Diễn viên
- Mukai Osamu trong vai Tanaka Kouta.
- Matsuzaka Tori trong vai Honda Mitsuru.
- Emoto Tasuku trong vai Shibayama Tadashi.
- Kubota Masataka trong vai Yano Masayuki.
- Murakawa Eri trong vai Kubo Kaori.
- Kurokawa Mei trong vai Deriherujou Runa.
- Eguchi Noriko trong vai Shinozaki Nao.
- Kikawada Masaya trong vai Chủ tịch công ty IT.
- Lily Franky trong vai Chủ quán bar.
- Abe Hiroshi trong vai Giáo sư Kondou Kyouju.

## Quá trình sản xuất
Bộ phim khởi quay tại Tokyo, Nhật Bản từ ngày 17/10/2010, sau đó quay tiếp tại Campuchia khoảng từ giữa tháng 11/2010.

## Nhạc phim
Bài hát chủ đề của bộ phim mang tên 歩み (Romaji: Ayumi, nghĩa tiếng Anh: Walking) do nhóm ラムワイヤー (Romaji: Ramuwaiyaa / RAM WIRE) trình bày. Đây cũng là đĩa đơn đầu tiên của nhóm. P/V của bài hát nằm trong phiên bản đặc biệt của đĩa đơn này kèm theo bản cắt từ bộ phim.

## Liên kết
- Trang chủ: http://www.boku-seka.com
- Trang thông tin tại Internet Movie Database: http://www.imdb.com/title/tt1742028